# (5721) 1984 SO5
(5721) 1984 SO5 (1984 SO5, 1980 TL14, 1989 WE2) — астероїд головного поясу, відкритий 18 вересня 1984 року.
Тіссеранів параметр щодо Юпітера — 3,359.